# Gråtyglad brednäbb
Gråtyglad brednäbb (Serilophus rubropygius) är en fågelart i familjen praktbrednäbbar inom ordningen tättingar.

## Utseende och läte
Gråtyglad brednäbb är en liten och tystlåten fågel med silkesaktig fjäderdräkt. Fågelns form och dräktens mönster är omisskännlig och unik: brett svart ögonstreck bakokm ögat, mörka vingar med glansigt blåsvart vingpanel och en bred silverfärgad näbb. Ibland avger den mjuka "teelee!".

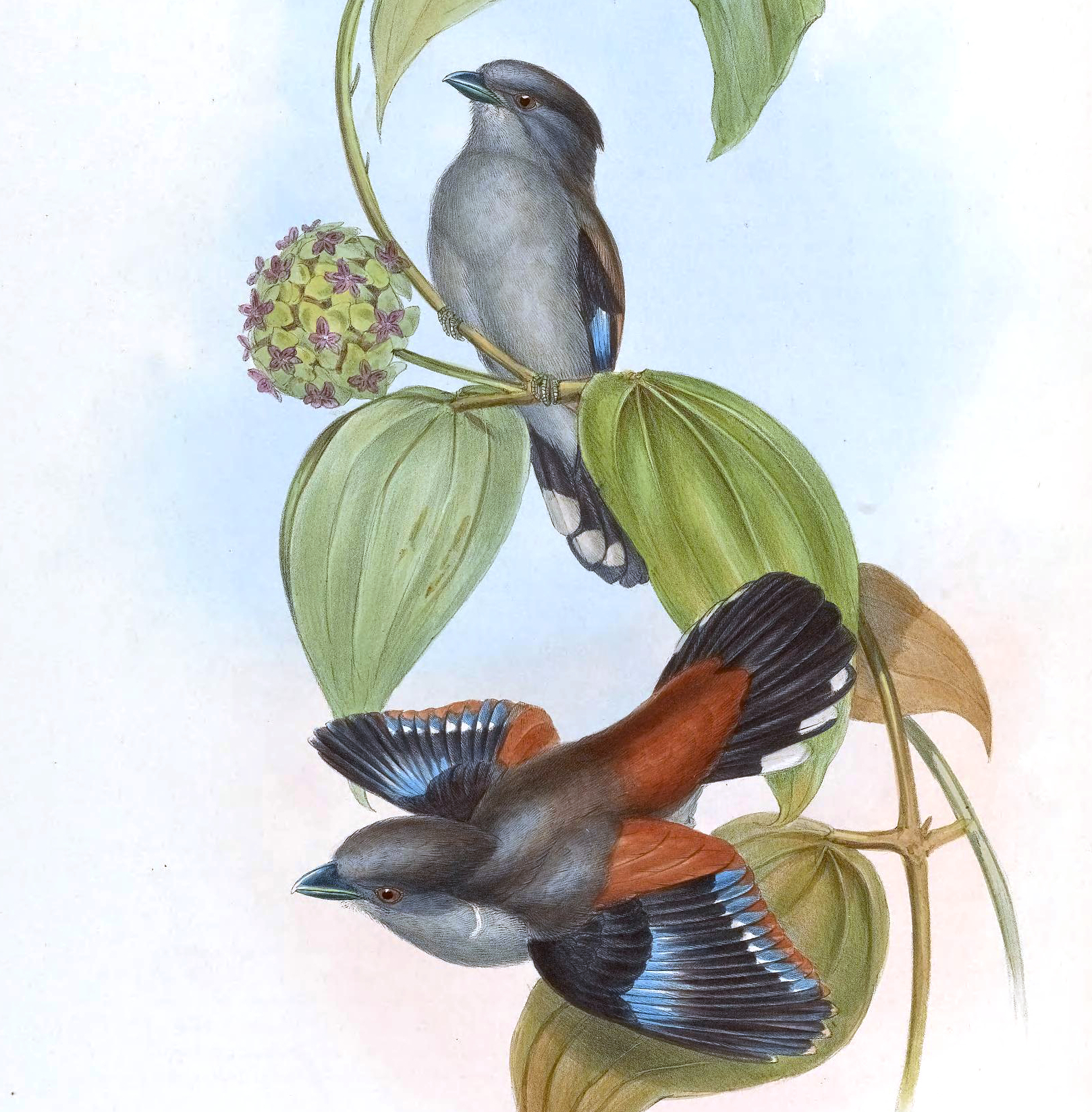

## Utbredning och systematik
Fågeln förekommer från nordöstra Indien, Bhutan och nordöstra Bangladesh österut till västra och nordöstra Myanmar (Arakan, Chin Hills och övre Chindwin österut till Irrawaddyfloden). Den kategoriserades tidigare oftast som underart till silverbröstad brednäbb (Serilophus lunatus), men urskiljs som egen art av Birdlife International och Internationella naturvårdsunionen, sedan 2023 även av IOC.

### Familjetillhörighet
Familjerna praktbrednäbbar (Eurylaimidae) och grönbrednäbbar (Calyptomenidae) behandlades tidigare som en och samma familj, Eurylaimidae, med det svenska trivialnamnet brednäbbar. Genetiska studier visar att de inte är varandras närmaste släktingar.

## Levnadssätt
Gråtyglad brednäbb hittas i skogar i förberg och bergstrakter. Där ses den i de mellersta skikten, vanligen i medelstora artrena flockar. 

## Status och hot
Arten har ett stort utbredningsområde, men tros minska i antal, dock inte tillräckligt kraftigt för att den ska betraktas som hotad. Internationella naturvårdsunionen IUCN listar arten som livskraftig (LC).